# 力诺集团股份
力诺集团股份有限公司，简称力诺集团，是一家中国以太阳能、制药、玻璃新材料、涂料等为主导产业的民营企业集团，成立于1994年，总部位于济南市。力诺拥有力诺太阳能（上交所：600885）一家上市公司，和力诺电力、力诺瑞特、力诺药业、宏济堂制药、力诺化学四家非上市公司。